# Pink Friday: Reloaded Tour
A "Pink Friday: Reloaded Tour" é a segunda turnê da cantora Nicki Minaj, sendo a primeira a visitar arenas. A turnê é em suporte ao álbum Pink Friday: Roman Reloaded, e começou na Nova Zelândia, em setembro de 2012.

## Bandas de Abertura
- Tyga
- Misha B (Reino Unido)

## Setlist
- I am Your Leader (Interlude)

1. Come On A Cone
2. Roman Reloaded
3. Beez in The Trap
4. Did It On 'Em
5. Up All Night \ Make Me Proud
6. Moment 4 Life

- Whip It (Interlude)

1. The Boys
2. Muny \ Raining Men \ Bottoms Up
3. Va Va Voom
4. Superbass

- Fly (Interlude)

1. Right Thru Me
2. Fire Burns
3. Save Me
4. Marilyn Monroe

- Catch Me (Interlude)

1. Automatic
2. Pound The Alarm
3. Turn Me On

- HOV Lane (interlude)

1. Take It To The Head \ Mercy (from Dedication 4) \ Monster \ Hold You \ Letting Go (Dutty Love) \ Dance (A$$) \ Out Of My Mind \ I Luv Dem Strippers \ Beauty and a Beat
2. Roman Holiday
3. Roman's Revenge
4. My Chick Bad \ Go Hard \ Itty Bitty Piggy
5. Freedom
6. I'm Legit

- Bis

1. Starships

## Datas
| Datas                  | Cidade     | País                   | Local                         |
| ---------------------- | ---------- | ---------------------- | ----------------------------- |
| Europa                 |            |                        |                               |
| 21 de outubro de 2012  | Nottingham | Inglaterra             | Capital FM Arena              |
| 22 de outubro de 2012  | Manchester | Inglaterra             | Manchester Arena              |
| 24 de outubro de 2012  | Liverpool  | Inglaterra             | Echo Arena                    |
| 25 de outubro de 2012  | Newcastle  | Inglaterra             | Metro Radio Arena             |
| 27 de outubro de 2012  | Birmingham | Inglaterra             | LG Arena                      |
| 28 de outubro de 2012  | Newcastle  | Inglaterra             | Metro Radio Arena             |
| 30 de outubro de 2012  | Londres    | Inglaterra             | The O2 Arena                  |
| 2 de novembro de 2012  | Manchester | Inglaterra             | Manchester Arena              |
| 3 de novembro de 2012  | Sheffield  | Inglaterra             | Motorpoint Arena              |
| 5 de novembro de 2012  | Dublin     | Irlanda                | The O2                        |
| 7 de novembro de 2012  | Cardiff    | País de Gales          | Motorpoint Arena              |
| Oceania                |            |                        |                               |
| 24 de novembro de 2012 | Auckland   | Nova Zelândia          | Vector Arena                  |
| 27 de novembro de 2012 | Adelaide   | Austrália              | Adelaide Entertainment Centre |
| 30 de novembro de 2012 | Sydney     | Austrália              | Sydney Entertainment Centre   |
| 3 de dezembro de 2012  | Brisbane   | Austrália              | Brisbane Entertainment Centre |
| 5 de dezembro de 2012  | Melbourne  | Austrália              | Rod Laver Arena               |
| 8 de dezembro de 2012  | Perth      | Austrália              | Perth Arena                   |
| Ásia                   |            |                        |                               |
| 28 de dezembro de 2012 | Dubai      | Emirados Árabes Unidos | Meydan Racecourse             |

### Adiamentos
| Data                   | Cidade    | País          | Local                            | Motivo                                                            |
| ---------------------- | --------- | ------------- | -------------------------------- | ----------------------------------------------------------------- |
| 28 de setembro de 2012 | Auckland  | Nova Zelândia | Vector Arena                     | Adiado para o dia 24 de novembro de 2012                          |
| 1 de outubro de 2012   | Adelaide  | Austrália     | Adelaide Entertainment Centre    | Adiado para o dia 27 de novembro de 2012                          |
| 3 de outubro de 2012   | Brisbane  | Austrália     | Brisbane Entertainment Centre    | Adiado para o dia 3 de dezembro de 2012                           |
| 5 de outubro de 2012   | Sydney    | Austrália     | Allphones Arena                  | Adiado para o dia 30 de novembro de 2012, no Entertainment Centre |
| 6 de outubro de 2012   | Melbourne | Austrália     | Rod Laver Arena                  | Adiado para o dia 5 de dezembro de 2012                           |
| 9 de outubro de 2012   | Perth     | Austrália     | Burswood Dome                    | Adiado para o dia 8 de dezembro de 2012, na Perth Arena           |
| 14 de outubro de 2012  | Paris     | França        | Palais Omnisports de Paris-Bercy | Cancelado                                                         |
| 15 de outubro de 2012  | Amsterdã  | Países Baixos | Ziggo Dome                       | Cancelado                                                         |
| 17 de outubro de 2012  | Zurique   | Suíça         | Hallenstadion                    | Cancelado                                                         |
| 18 de outubro de 2012  | Bruxelas  | Bélgica       | Forest National                  | Cancelado                                                         |